# هنري ديكسون ألين
هنري ديكسون ألين (بالإنجليزية: Henry Dixon Allen)‏ هو محامي وسياسي أمريكي، ولد في 24 يونيو 1854 في هندرسون في الولايات المتحدة، وتوفي في 9 مارس 1924 في مورغانفيلد في الولايات المتحدة. حزبياً، نشط في الحزب الديمقراطي. وقد انتخب عضو مجلس النواب الأمريكي.